# NASM (informatica)
NASM, o Netwide Assembler, è un assemblatore software libero per architettura Intel x86.
Può essere usato per scrivere programmi a 16 bit, 32 bit (IA-32) ed a 64 bit (x86-64).
NASM fu scritto originariamente da Simon Tatham con l'aiuto di Julian Hall, ed è attualmente sviluppato da una piccola squadra di sostenitori.
In origine fu distribuito sotto licenza propria, ma questa licenza fu più tardi cambiata con GNU Lesser General Public License, seguendo così un numero di problemi politici causata dalla scelta della licenza. Dalla versione 2.07 è distribuito con la licenza BSD a 2 clausole.

## Progetti basati su NASM
- NASM32 Project
- DynatOS Operating System Project
- RadiOS Operating System Project